# Islay
Islay (gaelico scozzese Ìle ˈiːʎə ee-luh), è un'isola scozzese, nota come la "regina delle Ebridi" (Banrìgh nan Eilean). È la più meridionale delle Ebridi Interne. Fa parte della contea di Argyll ed è situata ad ovest di Jura circa a 25 miglia a nord della costa irlandese, che è visibile nelle giornate limpide. Il gaelico scozzese è tuttora la lingua principale della parte occidentale dell'isola. Il capoluogo dell'isola è Bowmore, famosa per la sua distilleria e per la caratteristica chiesa rotonda di Kilarrow. Port Ellen è l'insediamento più popoloso.
Islay ha una superficie totale di 600 km². È la quinta isola scozzese in ordine di estensione e la sesta fra quelle che circondano la Gran Bretagna.
L'isola ha poco più di 3 000 abitanti.

## Geografia

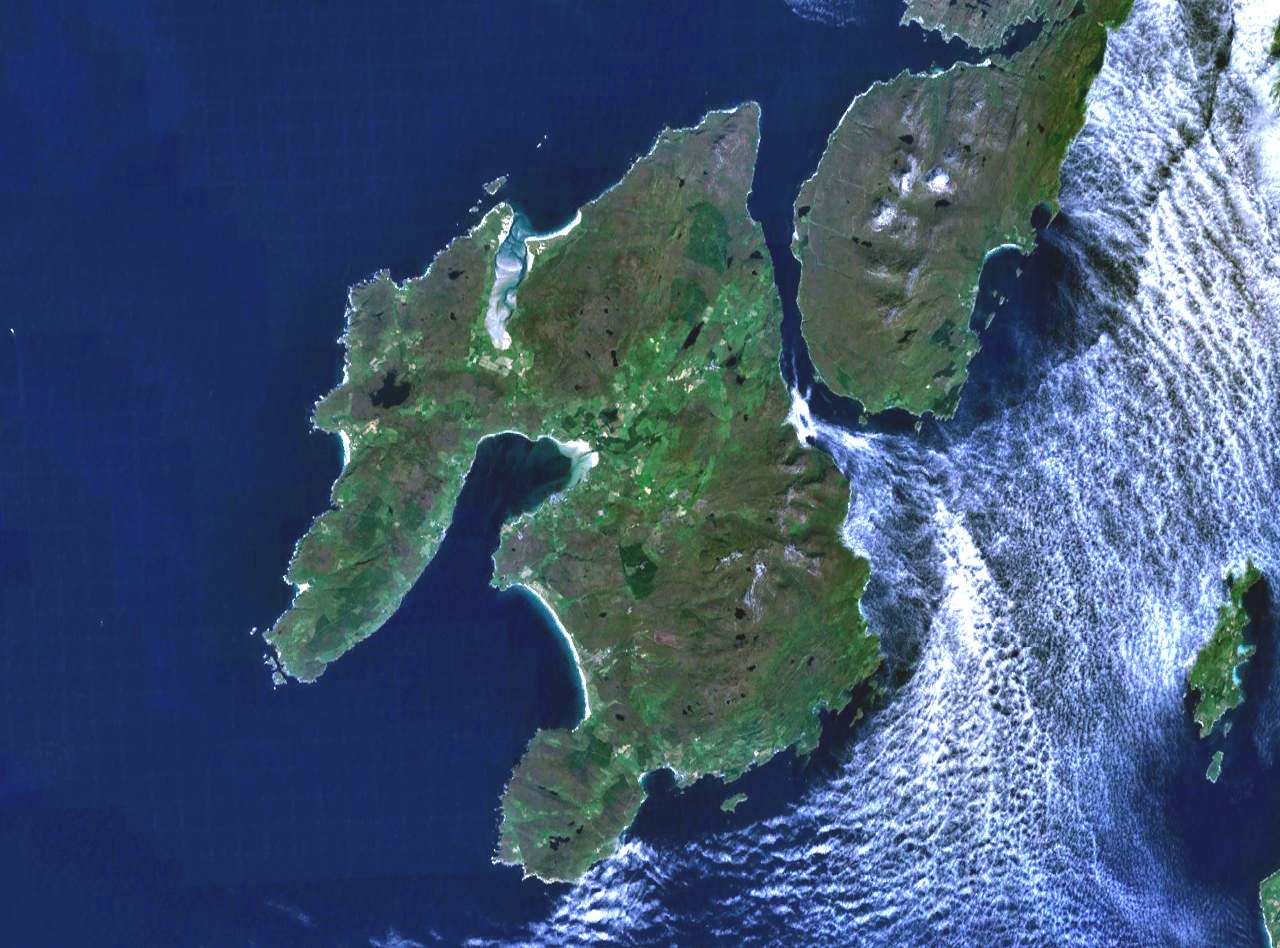
Immagine satellitare di Islay e Jura (ad est)

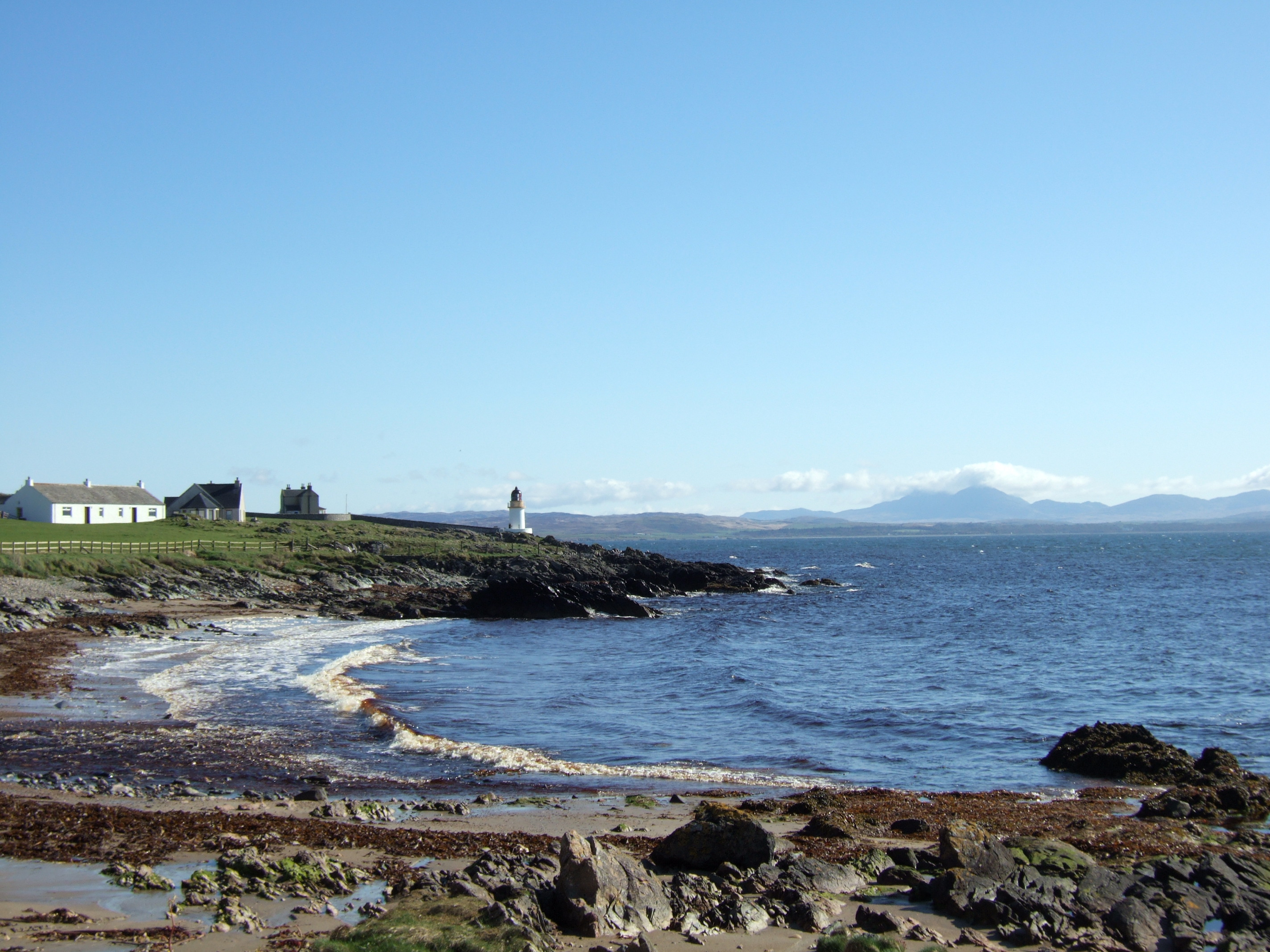
Loch Indaal visto da Port Charlotte

La popolazione dell'isola è concentrata per lo più attorno ai villaggi di Bowmore, Port Ellen e Port Charlotte. Altri piccoli villaggi sono Portnahaven, Bridgend e Port Askaig. Il resto dell'isola è scarsamente popolato e per lo più destinato ad attività agricole. Il punto più alto dell'isola è Beinn Bheigier sulla collina di Marilyn a 491 metri di altitudine.

### Clima
L'effetto della Corrente del Golfo mantiene il clima mite in paragone alla terraferma scozzese. La neve fa raramente capolino e le gelate sono brevi e di leggera intensità. Ci si potrebbe aspettare un paradiso dei giardinieri ed infatti non è raro imbattersi in piante esotiche che crescono nei giardini. Comunque, le raffiche di vento che spazzano l'Oceano Atlantico possono rendere il soggiorno e le comunicazioni difficili durante l'inverno, quando i collegamenti aerei e marittimi sono frequentemente sospesi. Il clima ritorna piacevole verso Pasqua e l'estate si protrae fino a settembre.

## Fauna
L'isola ospita molte specie di uccelli ed è meta popolare di birdwatchers lungo tutto l'anno.

## Storia
Gli insediamenti preistorici su Islay risalgono al Mesolitico (circa 8000 a.C.) con insediamenti anche durante il Neolitico. Islay può vantare 10 000 anni di insediamenti ininterrotti. La prima testimonianza storica è un documento di San Columba di Iona che probabilmente fece tappa su Islay durante il viaggio compiuto per fondare un monastero sull'isola di Iona nel VI secolo. In questo periodo, Islay era parte del regno di Dál Riata ed era governata da Cenél nÓengusa.
Dal XIV al XVI secolo buona parte della costa occidentale della Scozia era governata dal Signore delle Isole (Lord of the Isles) di Finlaggan. Le origini della signoria risalgono alla sconfitta subita dai Danesi al largo di Islay nel 1156 ad opera di Somerled. A partire dagli anni '30 del XIX secolo, la popolazione dell'isola iniziò a diminuire dal valore massimo di 15 000 abitanti, in seguito ad una politica di ripopolamento, trasferimenti obbligatori e riforma agraria nota come Highland Clearances. La maggior parte degli emigranti si diresse in Ontario, nella Carolina del Nord e del Sud e in Australia.

## Trasporti
L'isola dispone di un aeroporto, il Glenegedale Airport (ILY), con voli per Glasgow.
Ci sono collegamenti marittimi regolari per Port Ellen e Port Askaig da Kennacraig, con una traversata di circa due ore.

## Economia
Le attività economiche principali sono la distillazione di whisky e il turismo legato al whisky e al birdwatching.

### Distillerie
Otto diverse distillerie per la produzione di Scotch whisky sono dislocate lungo le coste dell'isola. Le distillerie sulla costa sud-orientale dell'isola (Ardbeg, Lagavulin, Laphoraig) sono famose per produrre un whisky dal sapore molto torbato e con note saline. La distilleria del Caol Ila rimane l'unica eccezione di produzione torbata, pur trovandosi sulle coste settentrionali. Le altre distillerie (Bowmore, Bruichladdich, Bunnahabhain e Kilchoman) trovano invece spazio a nord dell'isola di Islay.
Esistevano altre distillerie nel passato: Port Ellen (chiusa nel 1983) e Lochindaal a Port Charlotte (chiusa nel 1929). Il blending è infrequente e risale alla cessione della distilleria Bruichladdich a privati, a seguito della quale iniziò l'attività il mastro distillatore James McEwan. Bruichladdich è anche l'unica distilleria che imbottiglia il proprio whisky sull'isola.
Dal 2005 una nuova microdistilleria è attiva presso Rockside Farm con il nome di Kilchoman. A marzo 2007 Bruichladdich ha annunciato la riapertura della distilleria di Port Charlotte che utilizzerà i magazzini della vecchia distilleria Lochindaal. Ad aprile 2019 è stata aperta nella parte settentrionale dell'isola la nuova distilleria di Ardnahoe.

### Produzione di energia elettrica
Sull'isola di Islay è stato realizzato nel 2000 il primo impianto di produzione di energia elettrica del tipo a colonna d'acqua oscillante, che sfrutta il movimento dell'acqua marina causato dalle maree, tuttora in funzione con una potenza di circa 500 kW.